# Rehabilitación por alcoholismo
El concepto de rehabilitación por alcoholismo hace referencia al tratamiento de intervención que se realiza con la finalidad de conseguir la desintoxicación parcial o total en la persona como consecuencia al consumo de alcohol o intoxicación. La definición de rehabilitación por alcoholismo, ha sufrido modificaciones debido a la forma de concebir la enfermedad ya que en la actualidad, el concepto ofrece una definición más integrativa ya que considera otros aspectos del individuo, como lo son las emociones y el contexto psicosocial. 
El alcoholismo como enfermedad difícilmente recibe el tratamiento más adecuado, puesto que pocas veces se realiza un consenso sobre las cuestiones fundamentales de la enfermedad. Es decir, no existe un consenso de cuáles deberían de ser los objetivos o las necesidades que se deberían atender o solucionar en los pacientes alcohólicos y por otra parte, no se cuenta con un consenso sobre los dispositivos asistenciales más adecuados para asegurar una intervención válida y confiable.
Desde este panorama tanto científico como social y con base en las investigaciones recientes sobre alcoholismo, específicamente en los reportes del 2004 y 2008 de la encuesta nacional sobre adicciones efectuadas por el INEGI, las cuales indica un incremento aproximado entre el 4.2% y el 4.8%, respectivamente, en la población mexicana. Es comprensible entonces que aumenten los fracasos en el tratamiento de las personas que sufren esta adicción, así como las consecuencias en la salud pública producidas por causas relacionadas con el alcoholismo. Son muchos los casos donde la ausencia de tratamientos para el alcoholismo eficaces y adecuados se debe a concepciones erróneas sobre lo que es la adicción al alcohol o alcoholismo.
Resultados en varias investigaciones, han llegado a la conclusión de que la adicción más allá de que resulte ser una decisión o voluntad personal de la persona adicta, es importante que se entienda que es una enfermedad que se escapa del control de la persona con el problema. Puesto que con el consumo elevado, compulsivo y frecuente de alcohol, el cerebro sufre modificaciones adaptándose y experimentando cambios bioquímicos, los cuales se reflejan en los comportamientos, pensamientos y emociones de la persona bebedora, mismos que producen entre otros efectos, el deseo compulsivo e incontrolable de beber alcohol.
Por lo tanto, el alcoholismo no es un problema que dependa únicamente de la voluntad de la persona que lo presenta, puesto que influyen diferentes factores en él, por lo que dependerá de la personal el tratamiento o el medio desde el cual se aborde un programa de rehabilitación para que este resulte efectivo. Hoy en día como resultado de las investigaciones y el avance en las nuevas tecnologías cada vez se cuenta con un acercamiento más confiable sobre los efectos del alcohol en el cerebro y sus consecuencias, lo cual permite desarrollar tratamientos para el alcoholismo y fármacos adecuados para que el adicto logre recuperar el control de su vida. En la actualidad se puede visualizar mediante la medicina nuclear; la tomografía de emisión de positrones, la cual refleja los daños que el alcohol provoca en el metabolismo celular cerebral. 	

## Tratamientos avanzados para la Rehabilitación por Alcoholismo
El proceso de rehabilitación debe que si comenzar con un diagnóstico, una evaluación clínica de los factores biológicos, psicológicos y sociales que se involucren en la enfermedad de cada persona, posterior a esta etapa diagnóstica se debe continuar con un tratamiento de forma hospitalaria. En la actualidad el tratamiento para el alcoholismo no solo incluye la eliminación del síndrome de abstinencia como se ha trabajado hasta ahora, sino también y de manera fundamental, la recuperación neuronal de los daños cerebrales y de las funciones cognitivas y afectivas que han sufrido cualquier alteración a causa del consumo de alcohol. Es decir, cuando se habla de desintoxicación, se hace referencia a una neuroregulación (recuperación neuronal).

## Ventajas de la Rehabilitación
- Proporciona el abandono seguro de la adicción bajo un estricto control médico y psicológico.
- El paciente vive en un proceso de abstinencia donde la sintomatología no es dolorosa, es decir, no existe sufrimiento.
- Permite recuperar al paciente sus procesos afectivos y cognitivos que se encuentran alterados.
- Lo anterior da como resultado que el adicto tenga una buena disposición a procesos de psicoterapia debido a que su experiencia en el tratamiento de desintoxicación fue satisfactoria.